# MTV Live
MTV Live (antes conocida como Music: High Definition y luego como Palladia) es un canal de televisión por suscripción estadounidense de música céntrica, que transmite exclusivamente en alta definición 1080i. Es operado por Paramount Media Networks, filial y propiedad de Paramount Global. 
De acuerdo a su sitio web, la estación está disponible para 12 millones de hogares en los Estados Unidos, y está disponible en varios proveedores de televisión de paga como Comcast, Cox, Verizon FiOS, la extinta Time Warner Cable, Dish Network, DirecTV, Charter, AT&T u-Verse, e Insight.
Durante los VMAs MTV de cada año la señal interrumpe su programación dejando un anuncio que se repite en reiteradas veces para que la audiencia Cambie a MTV para ver los VMAs.

## Historia
La estación se puso en marcha en 2005 como MHD: Music High Definition o de música de alta definición, pero en 2008 fue rebautizada como Palladia. Palladia Studios tiene sede en Eagle's Nest, un complejo de restaurantes en lo alto de una montaña en Vail, Colorado.
En enero de 2015, Viacom Media Networks ha dado aviso a los proveedores de cable que van a renombrar Palladia como MTV Live el 1 de febrero de 2016; con esto, fue el quinto canal de música que fue renombrado aquel año. No hay otros detalles externos de la notificación de cambio de nombre. Además, se anunció la adquisición de episodios de la serie de la PBS Austin City Limits. La programación como tal no cambiaría.

## Programación
Palladia cuenta con contenido de otros canales de la red de MTV como el canal MTV, MTV2, VH1 y Country Music Television. La estación cuenta con actuaciones en vivo, programación original y re-empacada de MTV Networks a través de géneros como el hip-hop, rock, country, soul, pop, reguetón, y otros.
Los espectáculos incluidos en la programación regular incluyen a MTV Unplugged, VH1 Storytellers, CMT Crossroads, MTV's $2 Bill, así como a varios a varios programas premiados de estas redes como Vh1 Hip Hop Honors, y los MTV Video Music Awards. 
En agosto del 2011, la estación planea traer de vuelta a su antigua "Semana de la música al aire libre", como su mayor evento del año, brindándole a los televidentes la cobertura de los principales festivales de música globales del verano de lugares como Glastonbury, Oxegen, y la Isla de Wight.